# イオン宇品ショッピングセンター

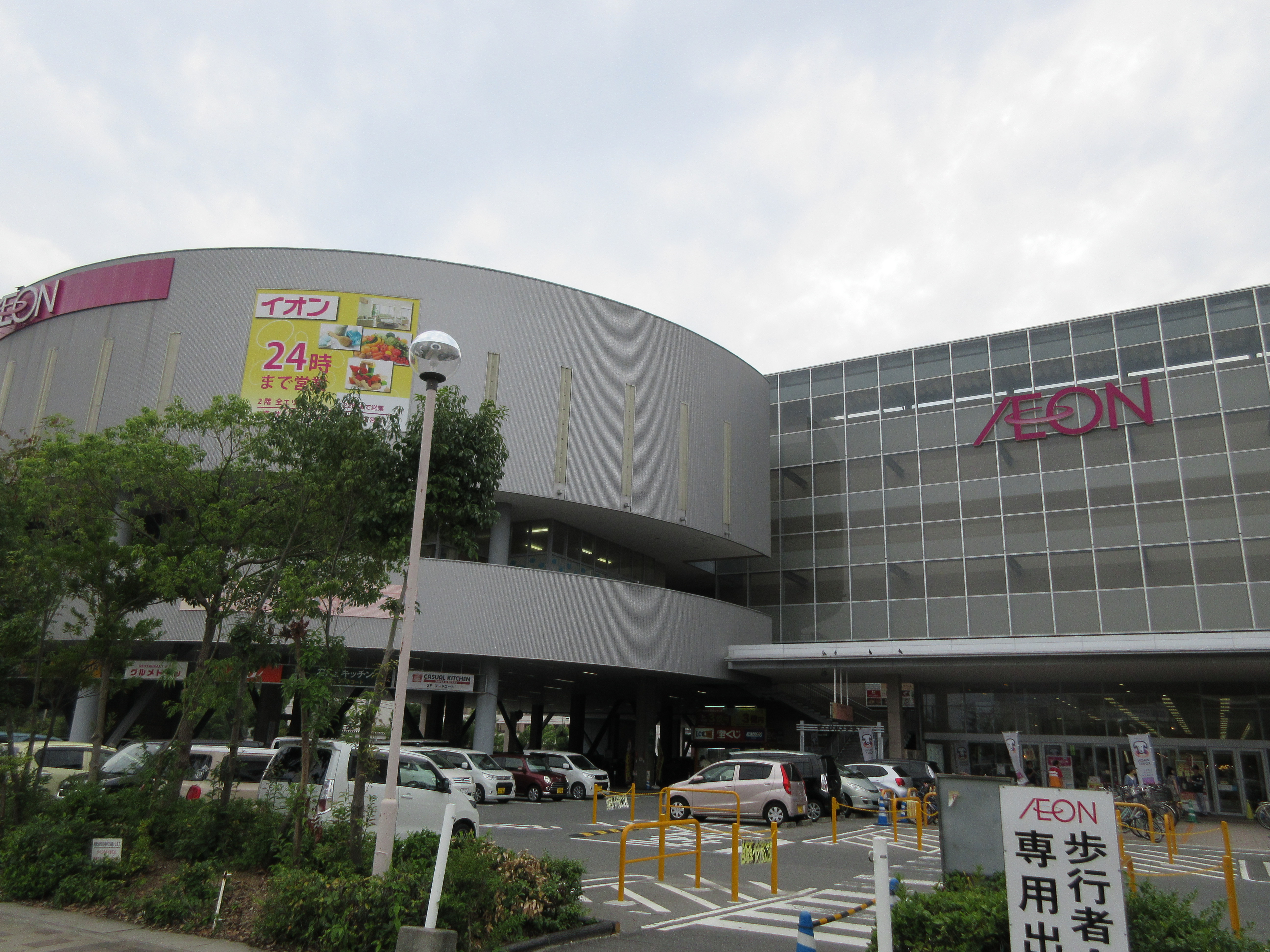
イオン変更後のイオン宇品ショッピングセンター

イオン宇品ショッピングセンター（イオンうじなショッピングセンター）は、広島市南区宇品にあるイオンリテール株式会社が開発・運営を行っているショッピングセンターである。イオンを核に50の専門店が並ぶ。
核店舗のイオン宇品店は2005年（平成17年）11月から九州電力から電気の供給を受けており、全国で初めての本格的な区域外供給となった。
なお、この店舗から南西に400m程行ったところにある宇品ショッピングセンター（28店舗からなる商店街）とは特に関係がない。

## 競合店
- イオンみゆき店
- ベイシティ宇品
- フレスポ宇品
- ゆめタウン広島
- ゆめタウンみゆき
- 広島段原ショッピングセンター（旧・広島サティ）
- フジグラン広島

## 周辺施設
- コジマ×ビックカメラ宇品店
- マツダ宇品工場
- 広島マツダ宇品本店
- 広島南税務署
- 宇品郵便局
- 県立広島病院
- 国道487号
- 県立広島大学
- 広島大学附属中学校・高等学校
- 広島港
- 広島競輪場
- 宇品大橋